# I mastini della guerra (film)
I mastini della guerra (Dogs of War) è un film del 1980 diretto da John Irvin.
È ispirato all'omonimo romanzo di Frederick Forsyth. Il film è stato girato in una località nello stato di Belize, nel centro America.

## Trama
Shannon, un mercenario di ritorno da una missione nell'America Latina, viene contattato da Endean, un uomo d'affari, che gli propone un colpo di Stato in una repubblica dell'Africa sub-sahariana in quanto interessato alle risorse ivi presenti.
Shannon va in ricognizione nel Paese Africano (Zangaro, nome di fantasia) spacciandosi per un fotografo naturalista, ma in poco tempo la Polizia sospetta del suo reale proposito, lo arresta e sottopone a tortura e pestaggi in prigione. Un dottore ed ex politico moderato locale ora agli arresti, il Dottor Okoye, lo aiuta a rimettersi in sesto descrivendogli la situazione in cui versa il corrotto paese africano, governato dal generale Kimba, un feroce dittatore. Grazie all'intervento di un regista di documentari di nazionalità inglese di nome Alan North, spettatore critico ma impotente della situazione di terrore nel paese, Shannon riesce a lasciare lo Zangaro.
Tornato in Inghilterra, Shannon comunica ad Endean l'impossibilità di un colpo di Stato dall'interno, e questi gli offre denaro per organizzare una invasione dall'esterno; la sua intenzione è quella di installare un governo fantoccio guidato dal Col. Bobì (anch'egli un despota senza principi morali), con l'intenzione (tenuta oscura a Bobi) di fargli siglare un contratto per lo sfruttamento delle miniere di platino presenti nello Zangaro (e di cui solo gli interessati sono a conoscenza). Shannon dopo un po' di titubanza accetta l'offerta ('Mister Shannon, quanto vuole per tornare nello Zangaro a prendere la sua vendetta?' gli chiede Endean), con la condizione di avere il completo controllo delle operazioni. Durante la pianificazione delle operazioni Shannon ha modo di conoscere Bobi e rendersi conto della sua indole sanguinaria non inferiore a quella di Kimba, così come delle azioni criminali da parte del gruppo di Endean che porta un loro sicario all'omicidio di North, colpevole di controllare le azioni del gruppo dopo aver incontrato casualmente Shannon a Londra; Shannon reagisce a questa uccisione uccidendo a sua volta l'assassino di North e facendolo trovare nel salotto della casa di Endean.
Il mercenario contatta i suoi compagni e comincia a pianificare le operazioni, procurandosi tutte le armi e una nave italiana necessaria per approdare sulle coste dello Zangaro. Durante la traversata dell'Oceano, un gruppo di paramilitari fedelissimi del Col. Bobì, provenienti dallo Zangaro si unisce a Shannon. L'operazione notturna si rivela un successo, con gli assalitori che conquistano la caserma nella quale il generale Kimba vive asserragliato e lo uccidono.
Il giorno seguente, Endean insieme al Col. Bobì giungono in elicottero all'interno della caserma per insediarsi nel palazzo presidenziale, ma vi trovano Shannon ed il Dottor Okoye ad aspettarli. A quel punto Shannon uccide Bobì con un colpo di pistola ed intima Endean a stringere nuovi accordi con Okoye, per lui il presidente giusto per lo Zangaro. Fatto questo si allontana con i suoi compagni (due vivi, uno morto) a bordo di una jeep per le strade deserte di Clarence (capitale dello Zangaro), distrutta nello scontro.

## Curiosità
- Tom Berenger ha dichiarato in un'intervista che la produzione ha tagliato metà delle scene da lui recitate[1].
- Lo Stato di Zangaro descritto nel film assomiglia all'Uganda di Amin Dada, dittatore deposto nel 1979[2]. Si riferisce in realtà alla Guinea Equatoriale, all'epoca governata dal presidente filo-sovietico Francisco Macías Nguema. Il nome Zangaro fu poi adottato nel 1976 dal noto capo mercenario Bob Denard per designare il Togo in un piano di aggressione al Benin.